# نیکلای تر-سمیونوف
نیکلای تر-سمیونوف (نیکلای تر-سیمونیان (ارمنی: Նիկոլայ Տեր-Սեմյոնով (Նիկոլայ Տեր-Սիմոնյան؛  زادهٔ ۲۲ دسامبر ۱۸۹۷ - درگذشته ۴ ژوئیهٔ ۱۹۶۰) بازیگر اهل ارمنستان بود.

## زندگی‌نامه
وی در ۲۲ دسامبر ۱۸۹۷ در سواستوپول به دنیا آمد . وی همچنین برنده جوایزی همچون هنرمند مردمی ارمنستان شوروی (۱۹۵۴)، هنرمند مردمی اتحاد شوروی و نشان پرچم سرخ کار شد. وی در ۴ ژوئیهٔ ۱۹۶۰ در سن ۶۲ سالگی در ایروان درگذشت

## گزیده فیلمشناسی
از فیلم‌ها یا برنامه‌های تلویزیونی که وی در آن نقش داشته‌است می‌توان به آثار زیر اشاره کرد.
- ترانه نخستین عشق